# Dilek Koçak
Dilek Koçak (* 15. August 2005 in Üzengili) ist eine türkische Leichtathletin, die sich auf den Mittelstreckenlauf spezialisiert hat. Aktuell ist sie Inhaberin des Landesrekordes im 800-Meter-Lauf.

## Sportliche Laufbahn
Erste internationale Erfahrungen sammelte Dilek Koça im Jahr 2022, als sie bei den U18-Europameisterschaften in Jerusalem in 2:10,37 min den fünften Platz im 800-Meter-Lauf belegte. Anschließend schied sie bei den U20-Weltmeisterschaften in Cali mit 2:04,06 min im Halbfinale aus und gelangte im 1500-Meter-Lauf mit 4:24,50 min auf Rang zwölf. Im Jahr darauf gewann sie bei den Balkan-Meisterschaften in Kraljevo in 2:02,93 min die Bronzemedaille über 800 Meter hinter der Ukrainerin Olha Ljachowa und Nina Vuković aus Kroatien. Anschließend siegte sie bei den U20-Europameisterschaften in Jerusalem in 4:16,86 min über 1500 Meter und gewann über 800 Meter in 2:06,21 min die Bronzemedaille. Im Dezember wurde sie bei den Crosslauf-Europameisterschaften in Brüssel nach 19:53 min 16. im U20-Rennen. 2024 belegte sie bei den Balkan-Hallenmeisterschaften in Istanbul in 2:03,40 min den vierten Platz über 800 Meter. Ende Mai gewann sie bei den Balkan-Meisterschaften in Izmir in 2:01,63 min die Silbermedaille über 800 Meter hinter der Ukrainerin Olha Ljachowa, ehe sie kurz darauf bei den Europameisterschaften in Rom mit 2:02,87 min in der Vorrunde ausschied. Ebenfalls im Juni stellte sie im italienischen Nembro mit 1:59,94 min einen neuen türkischen Landesrekord auf. Im Jahr darauf wurde sie bei der 2. Liga der Team-Europameisterschaft in Maribor in 2:03,29 min Erste im B-Lauf über 800 Meter und anschließend siegte sie bei den U23-Europameisterschaften in Bergen in 4:08,79 min über 1500 Meter. Zudem kam sie im Finale über 800 Meter nicht ins Ziel. Kurz darauf siegte sie bei den Balkan-Meisterschaften in Volos in 2:01,73 min über 800 Meter sowie in 4:09,85 min auch über 1500 Meter. 
2023 wurde Koçak türkische Meisterin im 800-Meter-Lauf im Freien sowie 2024 in der Halle.

## Persönliche Bestleistungen
- 800 Meter: 1:59,94 min, 19. Juni 2024 in Nembro (türkischer Rekord)
  - 800 Meter (Halle): 2:02,46 min, 18. Februar 2024 in Istanbul
- 1500 Meter: 4:06,96 min, 30. Juni 2024 in Izmir
  - 1500 Meter (Halle): 4:37,86 min, 7. Februar 2021 in Istanbul
- Meile: 4:37,94 min, 11. Juni 2023 in Annecy (türkischer U20-Rekord)